# Ликояннис, Хараламбос
Харала́мбос Ликоя́ннис (греч. Χαράλαμπος Λυκογιάννης; род. 22 октября 1993, Пирей, Греция) — греческий футболист, защитник клуба «Болонья» и сборной Греции.

## Клубная карьера
Ликояннис — воспитанник клуба «Олимпиакос» из своего родного города. 24 октября 2012 года в поединке Лиги чемпионов против французского «Монпелье» Хараламбос дебютировал за основной состав. 29 октября в матче против «Ариса» из Солоников он дебютировал в греческой Суперлиге. По итогам дебютного сезона Ликояннис стал чемпионом и обладателем Кубка Греции.
Летом 2013 года для получения игровой практики Хараламбос на правах аренды перешёл в «Левадиакос». 26 августа в матче против «Эрготелиса» он дебютировал за новую команду.
Летом 2014 года Ликояннис вновь был отдан в аренду, его новым клубом стал «Эрготелис». 25 августа в матче против «Паниониоса» он дебютировал за новую команду. 28 августа в поединке против «Панетоликоса» Хараламбос забил свой первый гол за «Эрготелис». В 2015 году контракт Ликоянниса с «Олимпиакосом» истёк и игрок на правах свободного агента перешёл в австрийский «Штурм». 7 ноября в матче против «Рида» он дебютировал в австрийской Бундеслиге. 27 ноября 2016 года в поединке против венского «Рапида» Хараламбос забил свой первый гол за «Штурм».
В начале 2018 года Ликояннис перешёл в итальянский «Кальяри», подписав контракт на 4 года. 28 января в матче против «Кротоне» он дебютировал в итальянской Серии A.

## Международная карьера
В 2012 году Ликояннис стал серебряным призёром юношеского чемпионата Европы в Эстонии. На турнире он сыграл в матчах против команд Англии, Эстонии и дважды Испании. В поединке против англичан Хараламбос забил гол.
В 2013 году в составе молодёжной сборной Греции Ликояннис принял участие в молодёжном чемпионате мира в Турции. На турнире он сыграл в матчах против сборных Мексики и Парагвая.

## Достижения
«Олимпиакос»
- Чемпион Греции: 2012/13
- Обладатель Кубка Греции: 2012/13

«Болонья»
- Обладатель Кубка Италии: 2024/25

Сборная Греции (до 19 лет)
- Серебряный призёр юношеского чемпионата Европы: 2012